# Йолльо

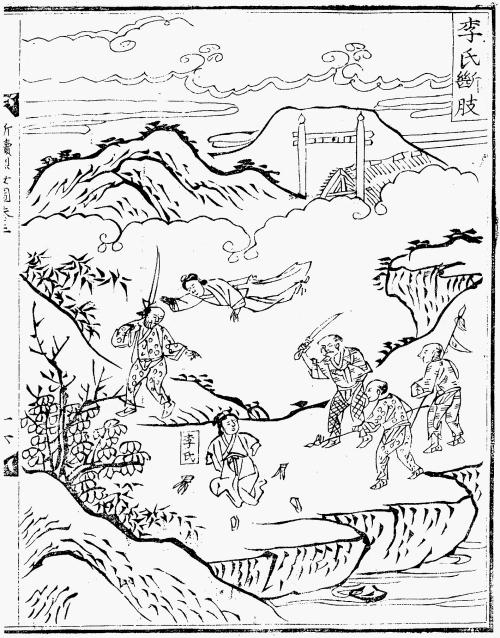
«Доброчесна жінка» захищає свою відданість

Йолльо (кор.: хангиль: 열녀, ханча: 烈女), також кличуть Йольбу (кор.: хангиль: 열부, ханча: 烈婦) — визначають як «доброчесна жінка» в періоду чосонської династії в Кореї.
Чосон був неоконфуціанським суспільством, де кожен аспект життя керувався неоконфуціанською етикою. Жінок навчали шанувати своїх батьків та батьків чоловіка, бути лояльними до своїх чоловіків; підкорятися своїм татам до одруження, підкорятися своїм чоловікам під час шлюбу та підкорятися своїм синам у вдівстві.
Редакція від 1485 Кьонґук Теджон, чосонського кодексу права, включала «заборону на повторне одруження вдів» та визначала покарання для вдів, які повторна одружилися, забороняючи синам і внукам таких шлюбів брати участь в екзаменах на цивільну службу, тим самим обмежували їм можливість займати публічні чи державні місця. Вдів, що повторно одружилися, могли засудити до смертної кари.
Фраза «Лояльний суб'єкт не служить двом королям, а доброчесна жінка не служить двом чоловікам» датується як мінімум періодом Чжаньґо (близько 475—221 до н. е.) та тлумачиться як те, що доброчесна жінка не лише має лишатися відданою під час шлюбу, а й після смерті свого чоловіка.
Доброчесність і відданість жінки своєму партнеру вважалися настільки важливим, що уряд нагороджував тих, хто вели показове життя, залишаючись вірними своїм покійним чоловікам. Залежно від статусу нагорода від отримання титулу «доброчесної жінки» могла відрізнятися, наприклад, клас янбан міг отримати честь, простолюди бути звільненими від панщини, а нижчі класи могли отримати клас простолюду (мьончхон, 면천). Крім того, на території будинку жінок, які були віддані своїм чоловікам, держава за власний кошт могла побудувати (йолльомун, 열녀문: меморіальні ворота для доброчесної жінки). Початково, вони мали встановити гарний приклад, однак після завершення японсько-корейської війни та маньчжуро-корейської війни (1636—1637) нагорода створила ситуацію, в якій вдови почали вчиняти самогубство, щоб бути визнаним як «доброчесними жінками», що давало честь для обох сторін сім'ї.

## У популярній культурі
«Йолльо» та його вимоги є частим головним сюжетним елементом історичних романтичних корейських драм.
- «Меморіальні ворота для доброчесної жінки(інші мови)» (південнокорейський фільм, 1962)
- «Лицарська квітка(інші мови)» (південнокорейський серіал, 2024): Шляхетна вдова, головна героїня, примусово усамітнена, коли свекруха іншої вдови намагається спричинити самогубство своєї невістки, щоб отримати престиж і славу для родини.
- «Як Пак шлюбний контракт складала» (південнокорейський серіал, 2023—2024): Головну героїню, що стала вдовою, вбивають в першу шлюбну ніч, щоб її свекруха могла отримати переваги, коли жінку визнають «доброчесною».
- «Пун, чосонський психіатр(інші мови)» (південнокорейський серіал, 2022—2023): Батьки чоловіка героїні (що овдовіла в першу шлюбну ніч) цькують її, щоб вона вчинила самогубство, а потім намагаються її вбити, щоб отримати переваги, що доступні для сімей з доброчесними жінками.

Зверніть увагу, що хоча останні три історії з цього списку є в основі критикою «йолльо», але вони також містять неоконфуціанські ідеал, що основно пара є незайманою до початку стосунків, де вдова не вступала у статеві стосунки під час попереднього шлюбу.